# Báb al-Azízíja
Báb al-Azízíja (arabsky باب العزيزية‎, doslova Nádherná brána) jsou kasárny a zároveň velitelství na jižním okraji Tripolisu, hlavního města Libye. Jednalo se o hlavní základnu libyjského vůdce Muammara Kaddáfího. Jeho odpůrci ji dobyli v rámci Libyjské občanské války 23. srpna 2011.
Základnu v její původní podobě postavil již král Idris I. a Kaddáfí ji později pouze zdokonalil. Má plochu zhruba šesti čtverečních kilometrů a leží na strategicky významné silnici spojující centrum Tripolisu s Tripolským mezinárodním letištěm.